# Agusan del Sur
Agusan del Sur (cebuano: Habagatang Agusan; tagalo: Timog Agusan; inglés: South Agusan) es una provincia en la región de Caraga en Filipinas. Su capital es Prosperidad y su gobernadora es María Galido Plaza.
El 16 de junio de 1967 la provincia de Agusan se divide en dos: Agusan del Sur y Agusan del Norte.

## Economía
Conforme al censo del 1995, 75% de la población activa trabaja en agricultura y ingeniería de montes. El arroz, el maíz y la fruta son unos de los cultivos principales.

## Herencia cultural
El cebuano es el idioma principal de la provincia, siendo el catolicismo la religión principal. En todos sus municipios se celebran festivales, mostrando la herencia tribal.

## División administrativa
Políticamente la provincia de Agusán del Sur se divide en 13 municipios y 1 ciudad, Bayugan (Component ). Cuenta con 314 barangays. 
Consta de 2 distritos para las elecciones al Congreso.
| Ciudad/Municipio  | N.º de Barangays | Población (2010) | Área (km²) | Código    |
| ----------------- | ---------------- | ---------------- | ---------- | --------- |
| Ciudad de Bayugan | 43               | 99.361           | 688.77     | 160301000 |
| Bunawan           | 10               | 37.482           | 512.16     | 160302000 |
| La Esperanza      | 47               | 51.897           | 1355.48    | 160303000 |
| La Paz            | 15               | 28.562           | 1481.12    | 160304000 |
| Loreto            | 17               | 39.474           | 1462.74    | 160305000 |
| Prosperidad       | 32               | 76.628           | 505.15     | 160306000 |
| Rosario           | 11               | 38.280           | 385.05     | 160307000 |
| San Francisco     | 27               | 70.986           | 392.53     | 160308000 |
| San Luis          | 25               | 32.733           | 950.50     | 160309000 |
| Santa Josefa      | 11               | 25.156           | 341.80     | 160310000 |
| Talacogon         | 16               | 37.224           | 405.25     | 160311000 |
| Trento            | 16               | 47.193           | 555.70     | 160312000 |
| Veruela           | 20               | 40.457           | 385.45     | 160313000 |
| Sibagat           | 24               | 30.985           | 567.82     | 160314000 |

## Historia
La región geográfica correspondiente al valle del río Agusan estaba poblada por las etnias manobos, mamanuas e higaonons.
Los habitantes originarios fueron los Mamanuas, expulsados a zonas remotas, por inmigrantes malayos procedentes de Borneo, Célebes y Malasia.

### Golden Tara
Excavaciones arqueológicas han descubierto evidencias de una fuerte relación entre la región y otros pueblos del sudeste asiático. En 1917, después de una tormenta que desató importantes inundaciones, una figurita de oro de una deidad femenina hindú de 21 quilates fue encontrado por una mujer manobo en una orilla fangosa del río Wawa, un afluente del gran río Agusan También fueron encontradas vasijas en el barrio de Bahbah, municipio de Prosperidad.

### Evangelización
El año de 1614 agustinos recoletos establecieron una misión en Linao, en las proximidades de la actual Bunawan.
La labor de estos misioneros católicos se vio obstaculizada por la hostilidad de las tribus manobo aliadas con Kudarat, Sultán de Maguindanao.
Linao fue atacado en 1629, Revuelta de Caraga y en 1649, Revuelta de Sumuroy.
Pese a estas dificultades, los recoletos mantuvieron su trabajo misionero y civilizador, permaneciendo hasta mediados del siglo XIX cuando fueron obligados a entregaronestos territorios a los jesuitas, expulsados del Filipinas en 1768.
La obra misional fue interrumpida por la revolución filipina cuando los jesuitas huyeron o fueron arrestados por los revolucionarios.
Durante la ocupación estadounidense de Filipinas Agusan del Sur recibe inmigrantes procedentes de la Visayas que se establecieron en las llanuras despejadas, desplazando hacia las montañas a las comunidades indígenas.

### Divisiones administrativas
El actual territorio de Agusan del Sur fue parte de la provincia de Caraga durante la mayor parte del período español.
Así,a principios del siglo XX la isla de Mindanao se halla dividida en siete distritos o provincias. El Distrito 3º de Surigao, llamado hasta 1858 provincia de Caraga tenía por capital el pueblo de Surigao e incluía la Comandancia de Butuan, creada en 1860.
En 1914, durante la ocupación estadounidense de Filipinas, fue creada la provincia de Agusan.
El 17 de junio de 1967 la provincia se divide en dos: Agusán del Norte y Agusán del Sur.